# Карнахан, Мел
Мелвин Юджин «Мел» Карнахан (англ. Melvin Eugene «Mel» Carnahan; 11 февраля 1934 — 16 октября 2000) — американский политик-демократ, 51-й губернатор штата Миссури в 1993—2000 годах.

## Биография

### Ранние годы и образование
Мел Карнахан родился в Бич-Три, штат Миссури и вырос с братом Робертом «Бобом» Карнаханом на маленькой ферме возле Эллсинора. Его отец, Альберт Карнахан, был директором средней школы Эллсинора, а в 1944 году был избран в Палату представителей США.
Карнахан вместе с семьёй переехал в Вашингтон, где в 1950 году окончил среднюю школу, а в 1954 году получил степень бакалавра искусств в области делового администрирования в Университете Джорджа Вашингтона. Затем он служил специальным агентом в Управлении специальных расследований ВВС США. В 1959 году Карнахан получил степень доктора права в Миссурийском университете.

### Политическая карьера
В 1963—1967 годах Карнахан был членом Палаты представителей штата Миссури. В 1980 году он был избран казначеем штата Миссури и служил в этой должности с 1981 по 1985 год. В 1984 году Карнахан неудачно баллотировался на пост губернатора штата Миссури, уступив на демократических первичных выборах тогдашнему вице-губернатору Кеннету Ротману.
В 1988 году Карнахан был избран вице-губернатором штата Миссури. В 1992 году он баллотировался на пост губернатора штата. На праймериз Демократической партии Карнахан с большим отрывом победил мэра Сент-Луиса Винсента Шомеля, а на всеобщих выборах 3 ноября 1992 года — генерального прокурора штата республиканца Уильяма Уэбстера. Карнахан был переизбран на второй срок 5 ноября 1996 года, победив аудитора штата Маргарет Келли.

### Избрание в сенат и смерть
Карнахан погиб в авиакатастрофе во время своей избирательной кампании в сенат. Согласно законодательству штата Миссури, фамилия Карнахана была оставлена в избирательном бюллетене, и он посмертно победил на выборах, в связи с чем новый губернатор назначил, вплоть до выборов 2002 года, сенатором от штата Миссури его жену Джин Карнахан.

### Личная жизнь
Мел Карнахан женился на Джин Карпентер 12 июня 1954 года в Вашингтоне. У них было четверо детей: Расс Карнахан, член Палаты представителей США; Том Карнахан, основатель компании Wind Capital Group, строящей ветряные электростанции; Робин Карнахан, избранная в 2004 году государственным секретарём штата Миссури; Роджер «Рэнди» Карнахан, который пилотировал самолёт и погиб в авиакатастрофе вместе с отцом.